# ینس-اریک مادسن
ینس-اریک مادسن (دانمارکی: Jens-Erik Madsen؛ زادهٔ ۳۰ مارس ۱۹۸۱) دوچرخه‌سوار اهل دانمارک است.
از باشگاه‌هایی که در آن بازی کرده‌است می‌توان به تیم دوچرخه‌سواری کولت انرژی اشاره کرد.
وی در مسابقات کشوری و بین‌المللی در مجموع برندهٔ ۱ مدال نقره شده‌است.